# (1714) Sy
(1714) Sy est un astéroïde de la ceinture principale découvert le 25 juillet 1951 à Alger par l'astronome français Louis Boyer.

## Historique
Sa désignation provisoire, lors de sa découverte le 25 juillet 1951, était 1951 OA et il est définitivement nommé en l'honneur de Frédéric Sy, aussi astronome et français.